# 4605-ös mellékút (Magyarország)
A 4605-ös számú mellékút egy bő 23 kilométer hosszú, négy számjegyű mellékút Pest vármegyében, a fővárosi agglomeráció dél-pesti részén; a monori térség néhány, a forgalmasabb útvonalaktól félreeső községének fő megközelítési útvonala.

## Nyomvonala
A 4-es főútból ágazik ki, annak 35+250-es kilométerszelvényénél, Monor belterületének nyugati szélén, délnyugat felé. Vasadi út a helyi neve, de monori lakott területeket nem is nagyon érint, 800 méter után pedig át is ér Vasad területére. 2,3 kilométer után éri el a település első házait, majd mintegy 200 méter után délkeletnek fordul, ebben az irányban húzódik tovább Vasad főutcájaként, Szabadság utca néven. A 4. kilométere után lép ki a település házai közül, a 4,700-as kilométerszelvényénél pedig átlép Csévharaszt  közigazgatási területére.
E község házait bő egy kilométer után éri el – ott a neve Vasadi út –, majd a 6. kilométerénél keresztezik egymást a 46 102-es számú mellékúttal: ez Monor belvárosától vezet Csévharaszt lakott területének déli széléig. A folytatásban már a Nyáregyházi út nevet viseli, nagyjából 600 méteren át, ami után elhagyja a település házait. 8,4 kilométer megtételét követően át is lépi a csévharaszti határt és Nyáregyháza területén folytatódik.
9,8 kilométer után éri el ez utóbbi község Felsőnyáregyháza településrészének északi szélét, ahol az Árpád út nevet veszi fel. A 10+450-es kilométerszelvénye előtt egy elágazáshoz ér: itt a 46 103-as számú mellékút torkollik bele, amely Monorierdőtől húzódik idáig. Nem sokkal ezután elhagyja a településrészt és nevet vált: Mátyás király utca néven folytatódik, és így éri el 12,5 kilométer után Nyáregyháza központi településrészét.
Ott szinte azonnal két derékszögű iránytörése következik, melyeknek megfelelően a neve is változik, előbb Ady Endre utcára, majd Nyáry Pál útra. A községközpontban két elágazása és azok közelében két további iránytörése is következik: a 4606-os úttal találkozik, amely Pilistől vezet Dabasig és itt, a két elágazás közti 3-400 méteres távon közös szakaszon húzódik a 4605-össel (kilométer-számozás tekintetében ellenirányban haladva).
Újra „egyedül” maradva az út Petőfi Sándor utca néven folytatódik kelet-délkelet irányban, de rövidesen elhagyja Nyáregyháza házait, és nem sokkal később a határát is eléri. Szűk fél kilométeren át az előbbi település és Pilis határvonalát követi – közben kicsivel a 15. kilométere után keresztezi a 405-ös főutat –, majd az előbbiek és Dánszentmiklós hármashatára mellett elhaladva átlép ez utóbbi község területére.
Itt nyílegyenesen délnek folytatódik tovább, a 19. kilométeréig, ahol pedig keletnek fordul. A lakott terület nyugati szélét 20,2 kilométer után éri el, ott Dózsa György utca néven halad a község főutcájaként, délkeleti irányban. Utolsó métereit ismét lakott területen kívül teljesíti, mígnem beletorkollik az Albertirsa–Örkény közti 4607-es útba, annak 6+650-es kilométerszelvényénél.
Teljes hossza, az országos közutak térképes nyilvántartását szolgáló kira.gov.hu adatbázisa szerint 23,152 kilométer.

## Települések az út mentén
- Monor
- Vasad
- Csévharaszt
- Nyáregyháza
- Dánszentmiklós

## Története
Egy 1,170 kilométeres szakaszát (a 14+400 és a 15+570 kilométerszelvények között) 2019 második felében újították fel, a Magyar Falu Program útjavítási pályázatának I. ütemében, Nyáregyháza és Dánszentmiklós települések területén.